# Universidad Politécnica Territorial de Paria Luis Mariano Rivera

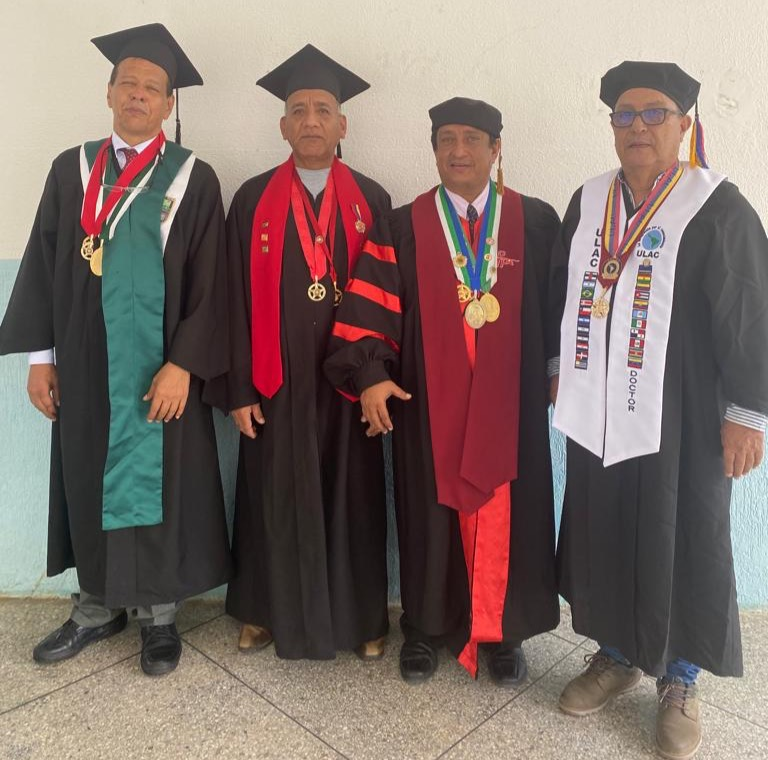
Autoridades Universitarias uptp Luis Mariano Rivera. Rector Dr Nestor José Malave Mata. Secretario. Magister Wilmer Alvarez Vicerrector Académico Vicerrector de Desarrollo Territorial.

La Universidad Politécnica Territorial de Paria "Luis Mariano Rivera", también conocida como la UPTParia, o simplemente UPTP, es una universidad pública venezolana de carácter politécnico con sede en Carúpano, Estado Sucre. La misma fue creada el 12 de abril de 2012 mediante el decreto presidencial número 8.805 del entonces Presidente de la República Bolivariana de Venezuela, Hugo Chávez. La UPTP pasó a sustituir al Instituto Universitario de Tecnología ¨Jacinto Navarro Vallenilla¨, también conocido como el Colegio Universitario de Carúpano.
Portal web oficial de la universidad: http://uptparia.edu.ve

## Historia

### DelColegio UniversitarioalIUT
El ¨Colegio Universitario de Carúpano¨ fue creado el 7 de febrero de 1973 durante la presidencia de Rafael Caldera, siendo inaugurado oficialmente el 19 de noviembre de ese mismo año. Inició sus actividades el 21 de enero de 1974 con una nómina de 42 empleados (08 obreros, 11 administrativos y 23 docentes), y 823 estudiantes. Según la Ley de Universidades, el objetivo de esta institución era ¨proporcionar instrucción básica y multidisciplinaria para la información y capacitación de recursos humanos¨ y ¨formar profesionales de nivel superior¨ en las áreas para el desarrollo de la región de Paria de acuerdo a sus exigencias propias.  Su primer presidente fue el Doctor José Jacinto Vivas Escobar. El 30 de octubre de 1986 por resolución el Ministerio de Educación se convierte en Instituto Universitario de Tecnología ¨Jacinto Navarro Vallenilla¨ (o ¨IUT¨ como es popularmente conocido). Bajo este esquema pasa a ser una institución de educación superior que busca formar Técnicos Superiores en carreras cortas (de tres años) y en áreas prioritarias para el desarrollo industrial del país.

### DeIUTaUPTP
En febrero del año 2012, y  el Presidente Hugo Chávez Frías anuncia la creación de la Universidad Politécnica Territorial de Paria según el Decreto 8.805 la cual llevará el epónimo de Luis Mariano Rivera, en honor al ilustre compositor, cantante y dramaturgo carupanero. El 13 de abril de 2012, se publica en la Gaceta Oficial de la República Bolivariana de Venezuela N° 39.902 la creación de la nueva institución, esta vez con rango de universidad pública y con carácter territorial al servicio de la región de Paria. A partir de entonces, el Instituto Universitario de Tecnología “Jacinto Navarro Vallenilla”, se convierte en Universidad Politécnica Territorial de Paria “Luis Mariano Rivera”.

## Organización
El órgano de gobierno de la universidad es el Consejo Universitario presidido por el Rector o Rectora, e integrado por 4 Vicerrectores y un Secretario o Secretaria de la Universidad. En la actualidad, los Vicerrectores se encargan de las áreas académica, administrativa, estudiantil y territorial. 
Académicamente se organiza en 7 Departamentos de Turismo, Informática, Tecnología Naval, Tecnología Administrativa, Agroalimentaria, Mercadeo, y Tecnología de los Alimentos.